# Aartsbisdom Cochabamba
Het aartsbisdom Cochabamba (Latijn: Archidioecesis Cochabambensis, Spaans: Arquidiócesis de Cochabamba) is een in Bolivia gelegen rooms-katholiek aartsbisdom met zetel in de stad Cochabamba. De aartsbisschop van Cochabamba is metropoliet van de kerkprovincie Cochabamba waartoe ook de volgende suffragane bisdommen behoren:
- Oruro
- Aiquile (territoriale prelatuur)

## Geschiedenis
Het bisdom Cochabamba werd, met de pauselijke bul Ubique pateat, op 25 juni 1847 door paus Pius IX gesticht. Het werd suffragaan aan het aartsbisdom La Paz. Op 11 december 1961 werden gebiedsdelen van Cochabamba afgestaan voor de oprichting van de territoriale prelatuur Aiquile. op 30 juli 1975 verhief paus Paulus VI Cochabamba met de bul Quo gravius tot aartsbisdom.

## Bisschoppen
- 1871- Francesco Maria Granado
- 1897–1917: Giacinto Anaya
- 1918-1923: Luigi Francesco Pierini OFM (vervolgens aartsbisschop van La Plata o Charcas)
- 1924-1929: Julio Garret
- 1931-1942: Tomás Aspe OFM
- 1943-1951: Bertoldo Bühl OFM (vervolgens bisschop van Oruro)
- 1951-1965: Juan Tarsicio Senner OFM
- 1965-1975: José Armando Gutiérrez Granier (vervolgens aartsbisschop)

### Aartsbisschoppen van Cochabamba
- 1975-1980: José Armando Gutiérrez Granier (daarvoor bisschop)
- 1981-1987: Gennaro Maria Prata Vuolo SDB
- 1988-1999: René Fernández Apaza
- 1999-2014: Tito Solari Capellari SDB
- sinds 2014: Oscar Omar Aparicio Céspedes

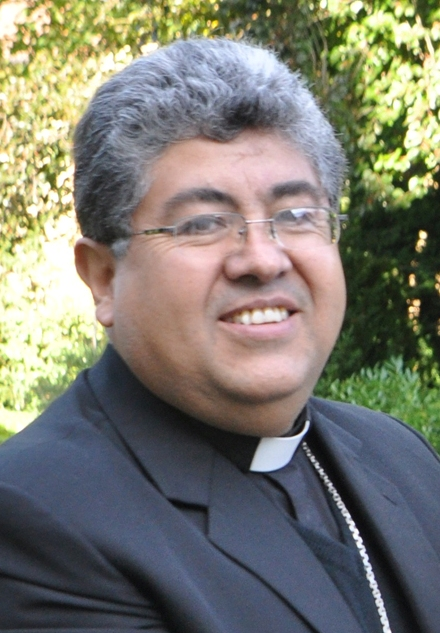
aartsbisschop Oscar Omar Aparicio Céspedes
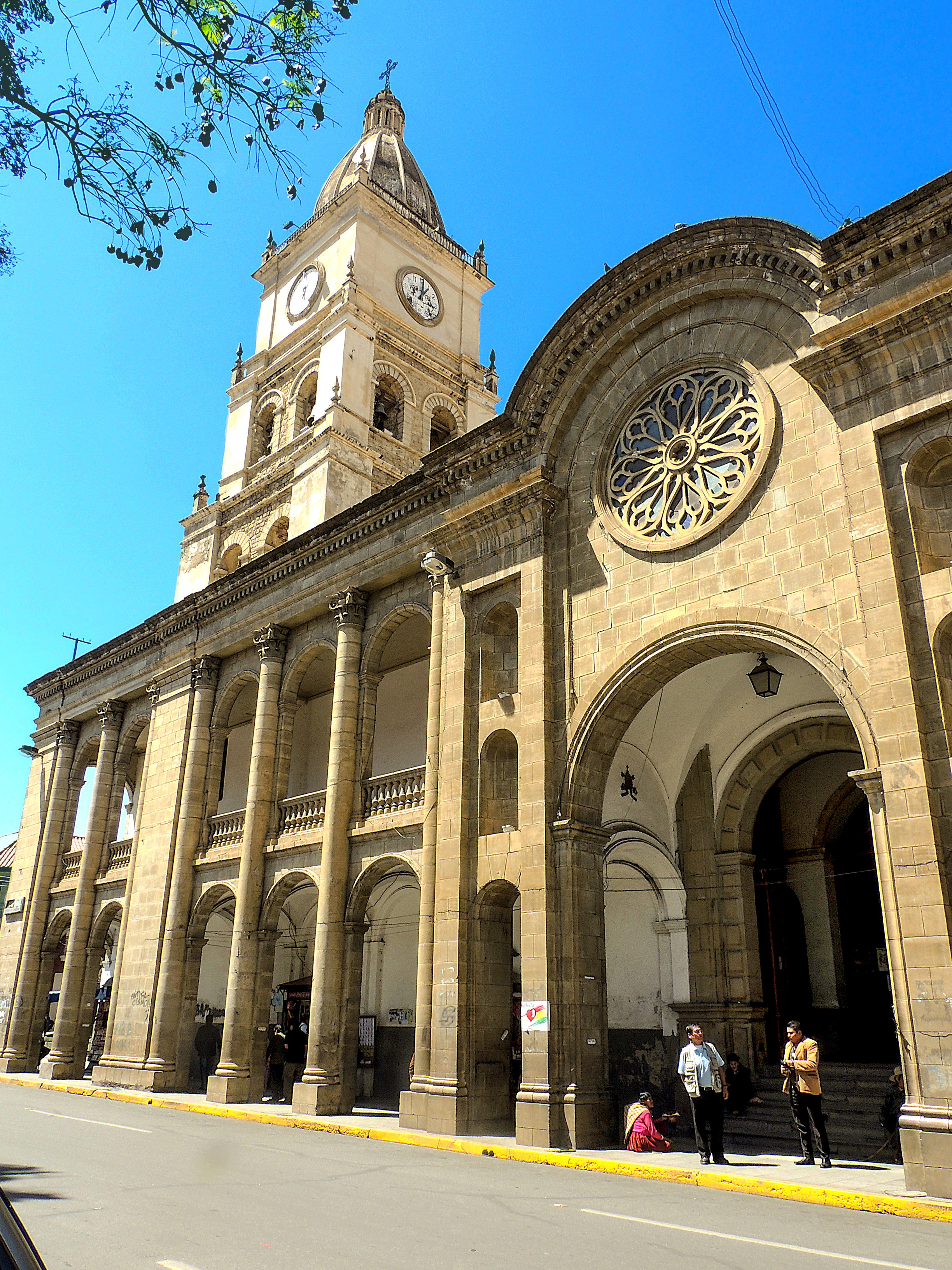
San Sebastian-kathedraal